# 5e cérémonie des Denver Film Critics Society Awards
La 5e cérémonie des Denver Film Critics Society Awards (DFCS Awards), décernés par la Denver Film Critics Society, a eu lieu le 13 janvier 2014, et a récompensé les films réalisés l'année précédente.

## Palmarès

### Meilleur film
- Gravity 
  - American Bluff (American Hustle)
  - Capitaine Phillips (Captain Phillips)
  - Le Loup de Wall Street (The Wolf of Wall Street)
  - Twelve Years a Slave

### Meilleur film de comédie
- C'est la fin (This is the End)
  - Beaucoup de bruit pour rien (Much Ado About Nothing)
  - Cet été-là (The Way Way Back)
  - Le Dernier Pub avant la fin du monde (The World's End)
  - Don Jon

### Meilleur film de science-fiction ou film d'horreur
- Gravity
  - Conjuring : Les Dossiers Warren (The Conjuring)
  - Her
  - Man of Steel
  - Star Trek Into Darkness
  - Pacific Rim

### Meilleur réalisateur
- Alfonso Cuaron pour Gravity
  - David O. Russell pour American Bluff (American Hustle)
  - Paul Greengrass pour Capitaine Phillips (Captain Phillips)
  - Steve McQueen pour Twelve Years a Slave
  - Martin Scorsese pour Le Loup de Wall Street (The Wolf of Wall Street)

### Meilleur acteur
- Matthew McConaughey pour le rôle de Ron Woodroof dans Dallas Buyers Club
  - Christian Bale pour le rôle d'Irving Rosenfeld dans American Bluff (American Hustle)
  - Leonardo DiCaprio pour le rôle de Jordan Belfort dans Le Loup de Wall Street (The Wolf of Wall Street)
  - Chiwetel Ejiofor pour le rôle de Solomon Northup dans Twelve Years a Slave
  - Tom Hanks pour le rôle du Capt. Richard Phillips dans Capitaine Phillips (Captain Phillips)

### Meilleure actrice
- Cate Blanchett pour le rôle de Jasmine dans Blue Jasmine
  - Amy Adams pour le rôle de Sydney Prosser dans American Bluff (American Hustle)
  - Sandra Bullock pour le rôle du Dr Ryan Stone dans Gravity
  - Brie Larson pour le rôle de Grace dans States of Grace (Short Term 12)
  - Emma Thompson pour le rôle de Pamela L. Travers dans Dans l'ombre de Mary (Saving Mr. Banks)

### Meilleur acteur dans un second rôle
- Jared Leto pour le rôle de Rayon dans Dallas Buyers Club
  - Barkhad Abdi pour le rôle d'Abduwali Muse dans Capitaine Phillips (Captain Phillips)
  - Michael Fassbender pour le rôle d'Edwin Epps dans Twelve Years a Slave
  - James Franco pour le rôle d'Alien dans Spring Breakers
  - Woody Harrelson pour le rôle de Curtis DeGroat dans Les Brasiers de la colère (Out of the Furnace)

### Meilleure actrice dans un second rôle
- Jennifer Lawrence pour le rôle de Rosalyn Rosenfeld dans American Bluff (American Hustle)
  - Lupita Nyong'o pour le rôle de Patsey l'esclave dans Twelve Years a Slave
  - Octavia Spencer pour le rôle de Wanda dans Fruitvale Station
  - June Squibb pour le rôle de Kate Grant dans Nebraska
  - Oprah Winfrey pour le rôle de Gloria Gaines dans Le Majordome (Lee Daniels' The Butler)

### Meilleur scénario original
- American Bluff (American Hustle) – Eric Singer et David O. Russell
  - Blue Jasmine – Woody Allen
  - All About Albert (Enough Said) – Nicole Holofcener
  - Gravity – Alfonso Cuaron, Jonás Cuarón et Rodrigo García
  - Inside Llewyn Davis – Joel et Ethan Coen

### Meilleur scénario adapté
- Le Loup de Wall Street (The Wolf of Wall Street) – Terence Winter
  - Before Midnight – Richard Linklater, Julie Delpy et Ethan Hawke
  - Capitaine Phillips (Captain Phillips) – Billy Ray
  - Philomena – Jeff Pope et Steve Coogan
  - Twelve Years a Slave – John Ridley

### Meilleure musique de film
- Gravity – Steven Price
  - Le Hobbit : La Désolation de Smaug (The Hobbit: The Desolation of Smaug) – Howard Shore
  - Man of Steel – Hans Zimmer
  - La Reine des neiges (Frozen) – Christophe Beck
  - Twelve Years a Slave – Hans Zimmer

### Meilleure chanson originale
- Let it Go interprétée par Idina Menzel – La Reine des neiges (Frozen)
  - Atlas interprétée par Coldplay et Michael McDevitt – Hunger Games : L'Embrasement (The Hunger Games : Catching Fire)
  - Please Mr. Kennedy interprétée par Justin Timberlake, Oscar Isaac et Adam Driver – Inside Llewyn Davis
  - Ordinary Love interprétée par U2 – Mandela : Un long chemin vers la liberté (Mandela : Long Walk to Freedom)
  - Young and Beautiful interprétée par Lana Del Rey, Rick Nowels – Gatsby le Magnifique (The Great Gatsby)

### Meilleur film en langue étrangère
- The Grandmaster (代宗师, Yat doi jung si) •  Hong Kong
  - Alabama Monroe (The Broken Circle Breakdown) •  Belgique /  Pays-Bas
  - La Chasse (Jagten) •  Danemark
  - La grande bellezza •  Italie
  - La Vie d'Adèle •  France

### Meilleur film d'animation
- La Reine des neiges (Frozen)
  - Les Croods (The Croods)
  - Moi, moche et méchant 2 (Despicable Me 2)
  - Monstres Academy (Monsters University)
  - Le vent se lève (風立ちぬ, Kaze tachinu)

### Meilleur film documentaire
- The Act of Killing (Jagal)
  - Blackfish
  - Cutie and the Boxer
  - Stories We Tell
  - Twenty Feet from Stardom

## Statistiques

### Nominations multiples

#### Films
7 : Twelve Years a Slave
6 : Gravity, American Bluff
5 : Capitaine Phillips
4 : Le Loup de Wall Street
3 : La Reine des neiges
2 : Dallas Buyers Club, Man of Steel, Blue Jasmine, Inside Llewyn Davis

#### Personnalités
2 : David O. Russell

### Récompenses multiples
Légende : Nombre de récompenses/Nombre de nominations
4 / 6 : Gravity
2 / 2 : Dallas Buyers Club
2 / 3 : La Reine des neiges
2 / 6 : American Bluff

### Les grands perdants
0 / 7 : Twelve Years a Slave
0 / 5 : Capitaine Phillips